# Heilig-Geist-Kirche (Fulda)

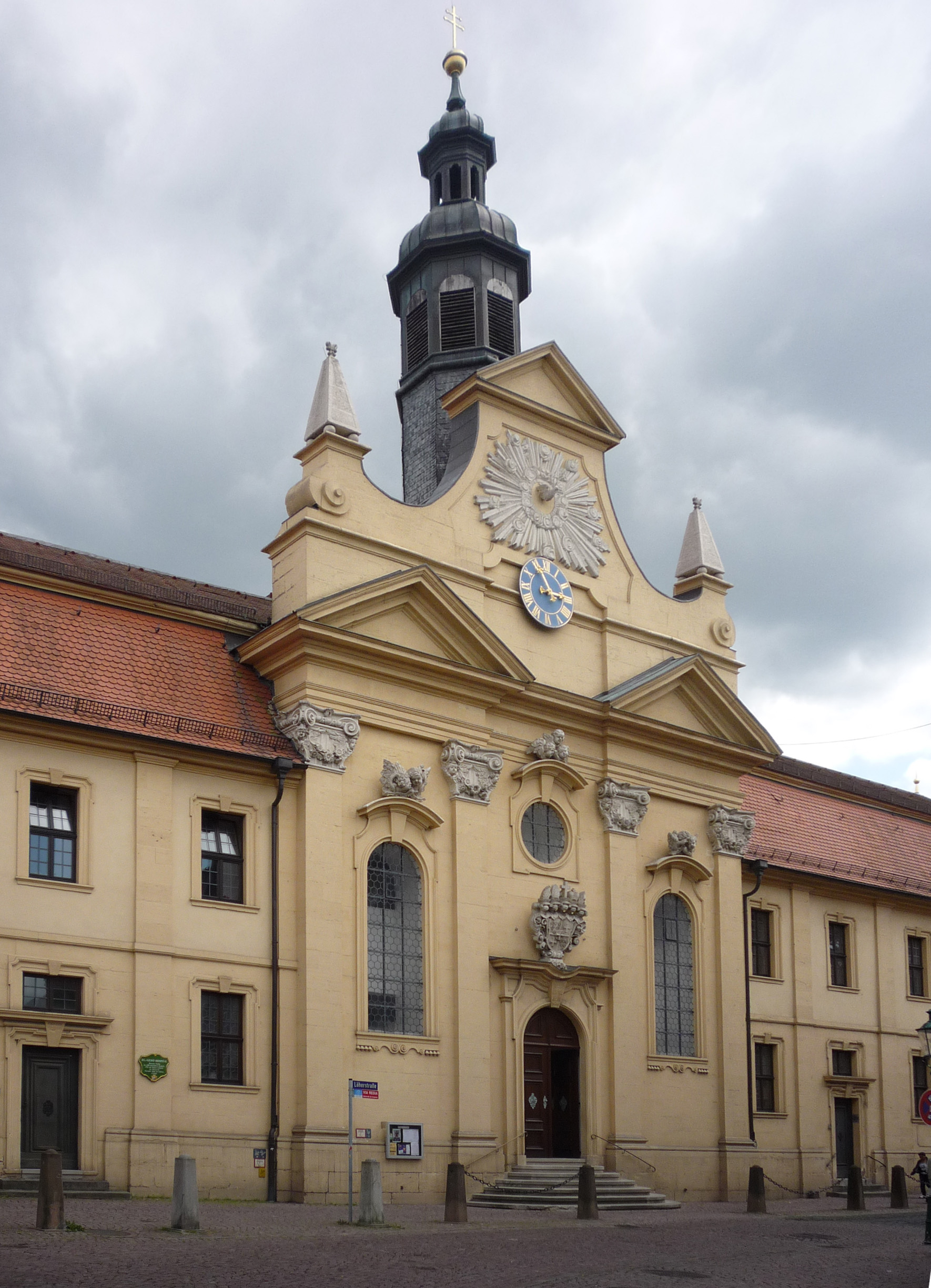
Heilig-Geist-Kirche in Fulda

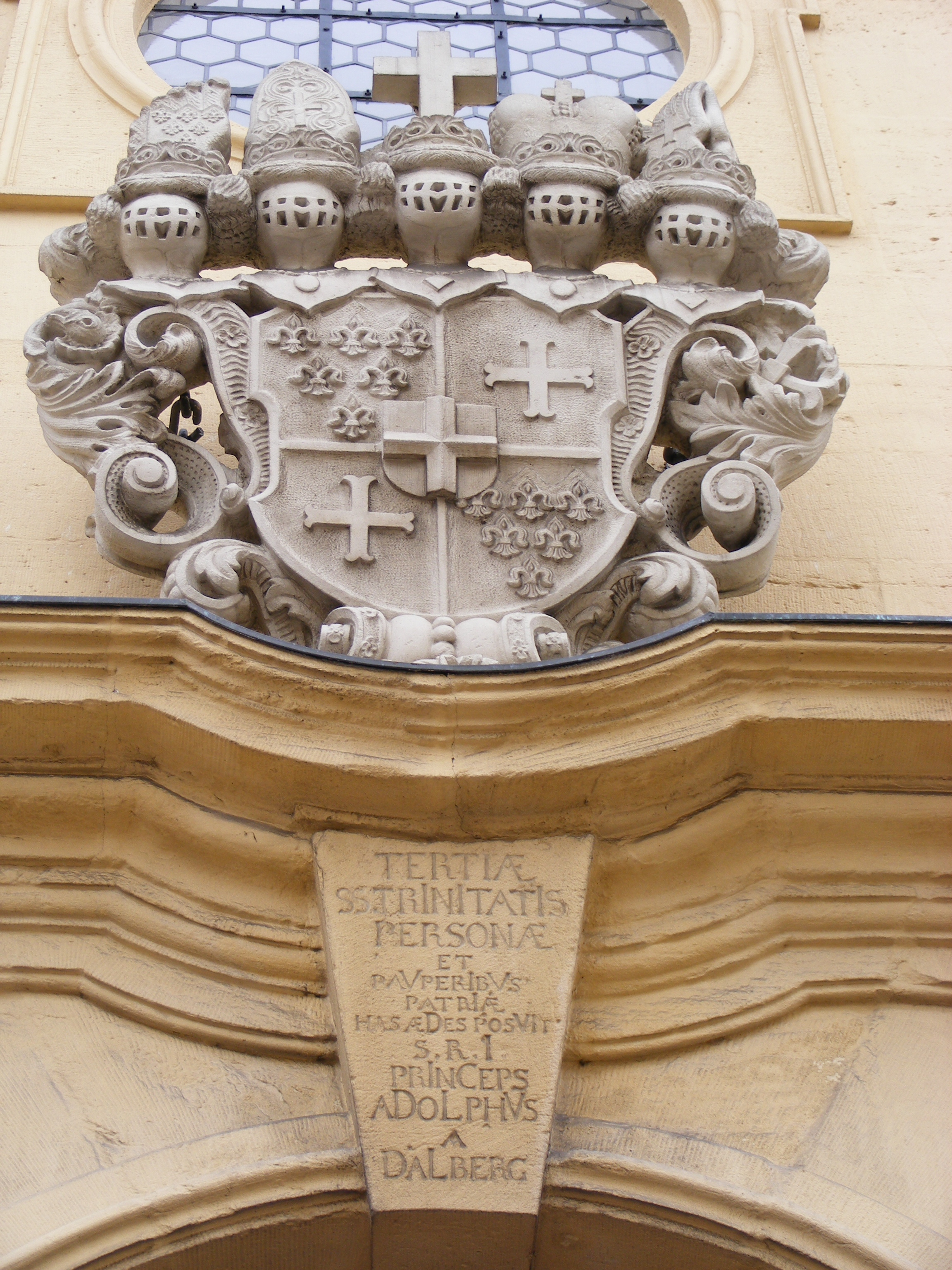
Wappenrelief über dem Eingang

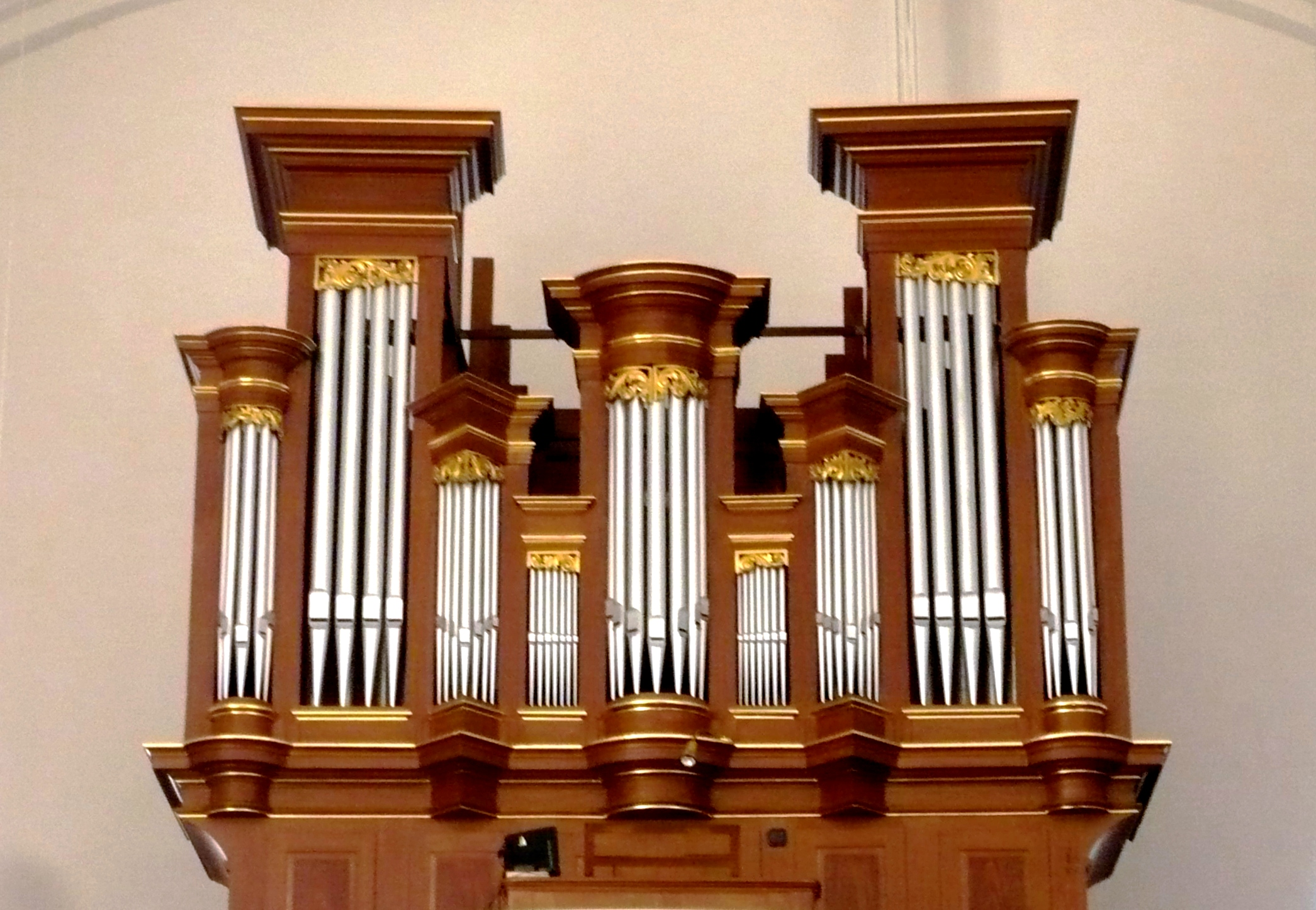
Prospekt der Sauer-Orgel

Die barocke Heilig-Geist-Kirche in Fulda wurde in den Jahren 1729 bis 1733 als Hospitalkirche an der Stelle ihrer gotischen Vorgängerin aus dem 13. Jahrhundert erbaut. Der Hochaltar ist dem Heiligen Geist, der rechte Seitenaltar der Kirchenpatronin Margareta von Pisidien und der linke Seitenaltar dem heiligen Josef gewidmet. Die Kirche war als Versammlungsort für die 32 Armen, die im angeschlossenen Hospital lebten, gedacht. Erster Hospitalspfarrer war Johann Adam Henckel. 1803 weist der Magistrat der Stadt Fulda der Marianischen Männer- und Jungmännersodalität, die ihre letzte Versammlung am Passionssonntag 1803 in der Universitätskirche Mariä Himmelfahrt hält, die Hl. Geist Kirche als Versammlungsort zu, daher auch die alte Bezeichnung Sodalitätskirche. Als Organist der Sodalität wirkt hier Michael Henkel bis 1851. 1835 übernehmen die Barmherzigen Schwestern vom Hl. Vinzenz von Paul das Hospital und den Sakristeidienst. Zum 1. Januar 1906 wird sie Kirche der (Territorial-)Pfarrgemeinde Heilig Geist Fulda, ehe sie 2015 Filialkirche der Innenstadtpfarrei St. Simplicius, Faustinus und Beatrix wird.

## Geschichte
Ursprünglich befand sich am heutigen Kirchenstandort ein gotisches Spitalgebäude, das sich, einem Ablass-Brief aus dem Jahr 1290 nach, in der Erbauungsphase befand. 1331 wurde die gotische Spitalkapelle eingeweiht, doch musste sie folglich 1728 dem neuen barocken Gebäude weichen. Wenige Jahre später konnte der Fuldaer Hofarchitekt Andreas Gallasini seine Pläne eines Neubaus umsetzen. Fürstabt Adolf von Dalberg konnte im Jahr 1733 die neue Spitalkirche konsekrieren. Mit der Neubegründung des Hospitals mit Kirche zum Heiligen Geist wird Dalbergs soziales Wirken in Fulda dokumentiert. Über dem Eingang befindet sich die Inschrift: Tertiae SS. Trinitatis Personae et pauperibus Patriae has aedes posuit S.R.I. princeps Adolphus a Dalberg („Der dritten Person der heiligsten Trinität und den Armen des Vaterlandes erbaute der Fürst des Heiligen Römischen Reiches Adolph von Dalberg dieses Gebäude.“)

## Orgel
Die Orgel wurde 1898 von der Orgelbaufirma Sauer (Frankfurt/Oder) erbaut. Das seitdem vollständig erhaltene pneumatische Kegelladen-Instrument hat 16 Register auf zwei Manualen und Pedal.
| I Hauptwerk C–f3 |             |       |
| 1.               | Bordun      | 16′   |
| 2.               | Gambe       | 8′    |
| 3.               | Prinzipal   | 8′    |
| 4.               | Oktave      | 4′    |
| 5.               | Gedackt     | 8′    |
| 6.               | Rohrflöte   | 4′    |
| 7.               | Flûte harm. | 8′    |
| 8.               | Cornett III | 2 ⁄3′ |

| II Schwellwerk C–f3 |                 |    |
| 9.                  | Geigenprinzipal | 8′ |
| 10.                 | Salizional      | 8′ |
| 11.                 | Rohrflöte       | 8′ |
| 12.                 | Gemshorn        | 4′ |
| 13.                 | Dolce           | 8′ |

| Pedalwerk C–f1 |           |     |
| 14.            | Subbaß    | 16′ |
| 15.            | Oktavbaß  | 8′  |
| 16.            | Violonbaß | 16′ |

- Koppeln: II/I, I/P, II/P